# Çürüksu Çayı
Pour les articles homonymes, voir Lycos.

La Çürüksu Çayı, toponyme turc signifiant en français « rivière de l'eau pourrie », Lycos ou Lycus dans l'Antiquité, en grec Λύκος qui signifie « loup », est une rivière de Turquie qui arrose la plaine de Denizli ou encore plaine (ou vallée) du Çürüksu. La Çürüksu Çayı se jette dans le Méandre près de Denizli. Sous son nom de Lycos, il donne son nom à Laodicée du Lycos.
Le site de Laodicée du Lycos est encadré par trois rivières : à quelques distances au nord avec le Çürüksu Çayı et deux ruisseaux, avec à l'est le Botlarık et à l'ouest le Kuzgun (« corbeau »). Pline l'Ancien cite trois rivières aux abords de Laodicée : le Lycus, le Caprus (en grec Κάπρος, Kapros, « sanglier ») et l'Asopus (en grec Άσωπός, Asopos, « boueux »). Cette même combinaison de toponymes se retrouve en Irak pour nommer les rivières Zab : Le Grand Zab (Lycus) et le Petit Zab (Caprus).